# Matsumyia nigrofacies
Matsumyia nigrofacies är en tvåvingeart som beskrevs av Tokuichi Shiraki 1949. Matsumyia nigrofacies ingår i släktet Matsumyia och familjen blomflugor. Inga underarter finns listade i Catalogue of Life.